# 375 (číslo)
Tři sta sedmdesát pět je přirozené číslo, které následuje po čísle tři sta sedmdesát čtyři a předchází číslu tři sta sedmdesát šest. Římskými číslicemi se zapisuje CCCLXXV a řeckými číslicemi τοε.

## Matematika
375 je:
- Deficientní číslo
- Nešťastné číslo

## Astronomie
- (375) Ursula je planetka hlavního pásu, kterou objevil v roce 1893 Auguste Charlois

## Doprava
- Silnice II/375 je česká silnice II. třídy vedoucí na trase Jimramov – Nyklovice[1]

## Komunikace
- +375 je mezinárodní telefonní předvolba Běloruska

## Roky
- 375
- 375 př. n. l.